# А-220М
А-220М е руска еднооръдейна корабна артилерийска установка калибър 57 mm.

## История на създаването
Към началото на 2000-те г. в Русия е сложна обстановката с финансирането на военни разработки. При тези условия основни задачи на различните конструкторски бюра е модернизацията на по-рано разработените проекти. Един от тях е по-рано разработаната и препоръчане за приемане на въоръжение артилерийска установка А-220. Към 2003 г. започва нейната пълномащабна модернизация. Основна цел на модернизацията е замяната на остарялата система на проследяващите механизми, и внедрение в конструкцията на средства за автоматизирано управление и контрол. Освен това, в конструкцията на бункера за боеприпаси са внесени изменения с цел намаляване на профила на кораба, като възможна цел.

## Описание на конструкцията
Установката А-220М представлява модернизация на установката А-220 и е предназначена за поставяне на Стражевите кораби от проекта 22460Е, Ракетните катери от проекта 205, Ракетните катери от проекта 12418, Ракетно-артилерийските катери от проекта 20970 „Катран“, Стражевите кораби от проекта 22500 и Корабите на бреговата охрана от проекта СРК-2100. Модернизацията засяга елементната база на установката. Следящите трансмисии са заменени със съвременни електрохидравлични, освен това е въведена система за автоматично управление и контрол. Стрелбата се води с 57 mm осколочно-фугасни снаряди 53-УОФ-281У, влизащи в боекомплекта на автоматичното оръдие С-60. В бункера на установката се съхраняват 400 изстрела. Допълнителните изстрели могат да се превозват на стелажи в кораба. Основните части на установката са: люлееща се част, лафет, бункер, системата за автоматизирано управление, пулт за управление и защитата на установката.
Люлеещата се част се състои от ствола с казенника, поставени в люлка. Люлката е оборудвана със спирачка за отката, система за охлаждане, механизмите за досилка, напречно подаване на снарядите и екстракция на гилзите и ударно-спусков механизъм. Люлеещата се част е поставена в лафета, в който са разположени механизмите за подаване на боеприпаси, хидросистемата и системата за наводка с електрохидравлична трансмисия. Бункера служи за съхраняване на боеприпасите. Боеприпасите се подават с винтов шнек, закрепен под лафета на установката. През шнека изстрелите попадат в колектор, в тялото на вертикалния елеватор, от който, на свой ред, се осъществява подаването им на транспортьора на артилерийската част. Механизмите на бункера на установката работят с електрическо задвижване. От транспортьора изстрелите попадат на линията на досилка и автоматически се поставят (досилват) в канала на ствола. Цялата работа на механизмите на артилерийската част е за сметка на енергията на откатните части. Установката е защитена на бронева алуминиева кутия. Системата за автоматично управление и контрол осигурява воденето на огъня в автоматичен режим, а също и осъществява наблюдението над отделните възли на установката. В случай на излизане от строй на който и да е от възлите, позволява оперативно да се определи мястото на повредата. За увеличение на скорострелността в установката се използва система за охлаждане. Охлаждащият агент е морска вода. Водата се подава под налягане от 5,5 до 8 kgf/cm². Средният разход на вода е 5,3 l/s.

### Използване в бойния модул „Байкал“ за Т-15
Под кода АУ220М оръдието е преработено от корабно в боен модул за носене на шаси на сухопътна техника.
Получава името „Байкал“ и е предназначено за установка на БМП за добавяне на огнева мощ против такива бронирани въздушни цели, като щурмовици и тежки ударни вертолети. Според интервюто на заместника на генералния директор на корпорацията „УралВагонЗавод“ Вячеслав Халитов целта е замяната на 30 mm оръдие на БМП Армата Т-15 с 57 mm, преди всичко за повишаване на ефективността в борбата с въздушни цели.